# Coca Andronescu
Coca Andronescu (n. 3 iulie 1932, Pătârlagele, România – d. 5 august 1998, București, România) a fost o actriță română de film, radio, televiziune, scenă și voce, care a făcut parte din trupa Teatrului Național din București.

## Biografie
Pe numele real Lucreția Andronescu, a urmat cursurile liceale la Râmnicu Sărat, iar în anul 1953 a absolvit Institutul de Teatru din Cluj. A fost repartizată la Teatrul de Stat din Baia Mare, împreună cu soțul său, Andrei Bursaci, de care avea să se despartă în momentul detașării ei la Teatrul Național din București, unde s-a remarcat prin rolul episodic (o elevă) în spectacolul Steaua fără nume de Mihail Sebastian, montare semnată de Sică Alexandrescu (1956). În anii următori a primit roluri care au consacrat-o ca actriță de comedie temperamentală, seducătoare și spontană, cu mare priză la public. În anul 1957 a interpretat rolul Pyrrhei din drama Ovidiu de Vasile Alecsandri, iar în anul următor rolul Pantofăresei din comedia Minunata pantofăreasă de Federico Garcia Lorca. În anul 1959, Sică Alexandrescu  i-a încredințat rolul Mirandolinei în comedia Hangița de Carlo Goldoni, și în aceeași perioadă a jucat într-o variantă televizată a spectacolului lui Sică Alexandrescu, Bădăranii de același Carlo Goldoni, în care i-a avut ca parteneri pe George Calboreanu, Grigore Vasiliu-Birlic, Alexandru Giugaru, Radu Beligan.  În anii 1970 a jucat într-un miniserial de televiziune de mare succes la public și la critică, difuzat de Televiziunea Română și în care a interpretat în duet cu Octavian Cotescu memorabilul cuplu de personaje Tanța și Costel din Lehliu Gară.

## Distincții
- Ordinul Muncii clasa a III-a (10 august 1964) „pentru merite deosebite în opera de construire a socialismului, cu prilejul celei de a XX-a aniversări a eliberării patriei”[6]
- Ordinul Meritul Cultural clasa a IV-a (6 noiembrie 1967) „pentru merite deosebite în domeniul artei dramatice”[7]

## Filmografie
- Telegrame (1960)
- Bădăranii (1960)
- Nu vreau să mă însor (1961)
- Post restant (1962)
- Iubirea e un lucru foarte mare (1962) - mini-serial TV
- Dragoste la zero grade (1964)
- Titanic-Vals (1965) - Sarmisegetuza
- Șeful sectorului suflete (1967)
- Balul de sîmbătă seara (1968)
- Zile de vară (1968) - Tanța
- Așteptarea (1970)
- Comedie fantastică (1975)
- Singurătatea florilor (1976)
- Serenadă pentru etajul XII (1976)
- Tufă de Veneția (1977)
- Eu, tu, și... Ovidiu (1978)
- Expresul de Buftea (1979)
- Vacanță tragică (1979)
- Tren de plăcere (1979)- film TV
- Alo, aterizează străbunica!... (1981)
- Cine iubește și lasă (1982)
- Hangița (1983) - teatru TV
- Mușchetarii în vacanță (1985)
- Masca de argint (1985)
- Colierul de turcoaze (1986)
- Cuibul de viespi (1987)
- Recital în grădina cu pitici (1987)
- În fiecare zi mi-e dor de tine (1988)
- Moartea unui artist (1989)